# Whatever You Want (chanson)
Pour les articles homonymes, voir Whatever You Want (homonymie).
Singles de Status Quo
Accident Prone
(1978) Living on an Island
(1979)
Whatever You Want est une chanson du groupe de rock britannique Status Quo, extraite de l'album éponyme paru le 20 octobre 1979.

## Historique
Elle est paru en single le 14 septembre 1979 sur le label Vertigo Records pour promouvoir l'album. Elle a été écrite par Rick Parfitt et Andy Bown et chantée par le duo Parfitt / Rossi.
Le single rencontre un grand succès, se hissant en quatrième place au Royaume-Uni. Disque d'argent en Angleterre, il est l'un des "hymnes rock" les plus fameux comme peuvent l'être Smoke on the Water de Deep Purple ou Born in the U.S.A. de Bruce Springsteen.

## Liste des titres
- Face A: Whatever You Want (Rick Parfitt, Andy Bown) - 4:03
- Face B: Hard Ride (Alan Lancaster) - 3:22

## Musiciens
- Francis Rossi: guitare solo, chant
- Rick Parfitt: guitare rythmique, chant
- Alan Lancaster: basse
- John Coghlan: batterie

Musicien additionnel
- Andy Bown: claviers

## Classements et certification
Classements
| Date       | Chart             | durée du classement | Position |
| ---------- | ----------------- | ------------------- | -------- |
| 06/10/1979 | UK Singles Chart  | 9 semaines          | 4e       |
| 15/10/1979 | Single Top 100    | 24 semaines         | 12e      |
| 01/01/1980 | Ö3 Austria Top 40 | 12 semaines         | 11e      |
| 24/11/1979 | Ultratop          | 9 semaines          | 4e       |
| 20/10/1979 | Mega Top 50       | 13 semaines         | 5e       |

| Classement (2013) | Meilleure place |
| ----------------- | --------------- |
| France (SNEP)     | 162             |

Certifications
| Pays        | Certification | Ventes    | Date       |
| ----------- | ------------- | --------- | ---------- |
| Royaume-Uni | Argent        | 200 000 + | 31/10/1979 |

## Au cinéma
Sauf indication contraire, les informations mentionnées dans cette section peuvent être confirmées par le générique de fin de l'œuvre audiovisuelle présentée ici, ainsi que par la base de données cinématographiques IMDb,  présente dans la section « Liens externes ».
- 2012 : Plan de table de Christelle Raynal (scène du mariage)